# Mini Madagaszkár – Vár a nagyvilág
A Mini Madagaszkár – Vár a nagyvilág (eredeti cím: Madagascar: A Little Wild) 2020 és 2022 között vetített amerikai televíziós 3D-s számítógépes animációs vígjátéksorozat, amit Dana Starfield alkotott. A Madagaszkár című film előzménye.
A sorozatot Amerikában 2020. szeptember 7-én a Hulu, míg Magyarországon a Minimax mutatta be 2022. december 26-án. 2024. január 10-én az M2 is bemutatta.

## Szereplők
| Szereplő | Eredeti hang     | Magyar hang                 | Leírás |
| -------- | ---------------- | --------------------------- | --- |
| Alex     | Tucker Chandler  | Peregovits Dániel           | Oroszlánkölyök. Imád nagy tömegek előtt fellépni, és mindig izgatottan várja, hogy barátaival nagy kalandokba keveredjen. |
| Marty    | Amir O'Neil      | Tóth Csanád                 | Zebracsikó és Alex legjobb barátja. Nagyon jól szervezett, és nagyon szigorúan ügyel a biztonságra és a szabályok betartására. Arról álmodik, hogy egyszer majd vadőr ló lesz. |
| Melman   | Luke Lowe        | Holló-Zsadányi Norman       | Zsiráfborjú. A többi barátjával ellentétben ő hajlamos a saját kis világában élni, és olyan dolgokban leli a legnagyobb örömét, amelyeket a többi állat unalmasnak talál. Kate-et szereti a legjobban, mivel nagyra értékeli mindazt, amit Kate tesz, hogy gondoskodjon róla. Fél a pillangóktól is. |
| Gloria   | Shaylin Becton   | Kobela Kira                 | Vízilóborjú. Alexhez hasonlóan ő is szeret szerepelni, ami leginkább táncot és úszást jelent. |
| Ant'ney  | Eric Petersen    | Pál Tamás Zöld Csaba (ének) | Utcai bölcs felnőtt galamb, aki barátságban van Alexékkel. Minden nagy hírt eljuttat a nekik, amit New York utcáin hall, és néha segít nekik a kalandjaikban. Kedvenc tevékenysége a földön heverő étel megtalálása és elfogyasztása.                                                                |
| Dave     | Candace Kozak    | Nem beszél                  | Csimpánz testvérpár, akik a fákon élnek. Pickles egy nagyon tomboló majom, míg testvére, Dave süket, és az amerikai jelnyelven kommunikál. |
| Pickles  | Candace Kozak    | Schmidt Karolina            | Csimpánz testvérpár, akik a fákon élnek. Pickles egy nagyon tomboló majom, míg testvére, Dave süket, és az amerikai jelnyelven kommunikál. |
| Kate     | Jasmine Gatewood | Kis-Kovács Luca             | A New York-i állatkert állatgondozója. Az ő feladata, hogy a lehető legjobban gondoskodjon az állatkert összes állatáról. Alex, Marty, Melman és Gloria a kedvencei, közülük Melman az, aki a legjobban szereti őt.                                                                                  |
| Carlos   | Eric Lopez       | Szabó Andor                 | A másik alkalmazott az állatkertben, aki gyakran Kate helyettese, de gyakran nem tudja, mit csinál. |
| Lucia    | Myrna Velasco    | Szűcs Anna Viola            | Lajhár. Nagyon izgága, és szívesen tanítja a hazájában tanult dolgokat, de szeret új dolgokat is tanulni. |
| Lala     | Grace Lu         | Hermann Lilla               | ebihal majd béka, akit nagyon optimista az új élményekkel kapcsolatban, és végül Gloria legjobb barátnője lesz, de Gloria kissé megszállottan és túlságosan védelmezően viselkedik vele. |
| Murray   | Charles Adler    | Dézsy Szabó Gábor           | Idős házaspár, akik a város környékén élnek. Murray az egyetlen ember New Yorkban, aki észreveszi az állatokat, amikor azok a városban járnak, de a felesége, Millie soha nem hisz neki. |
| Millie   | Johanna Stein    | Garami Mónika               | Idős házaspár, akik a város környékén élnek. Murray az egyetlen ember New Yorkban, aki észreveszi az állatokat, amikor azok a városban járnak, de a felesége, Millie soha nem hisz neki. |

### Magyar változat
- Bemondó: Bordi András
- Magyar szöveg: Pozsgai Rita
- Hangmérnök és vágó: Illés Nándor
- Gyártásvezető: Masoll Ildikó
- Szinkronrendező: Kemendi Balázs
- Produkciós vezető: Horján Annamária
- További magyar hangok: Ágoston Péter, Baráth István, Ifj. Boldog Gábor, Csifó Dorina, Csuha Bori, Czető Roland, Czvetkó Sándor, Dányi Krisztián, Gáspár András, Háda János, Hám Bertalan, Hegedűs Johanna, Juhász Levente, Karácsonyi Zoltán, Kádár-Szabó Bence, Kerekes Máté, Kereki Anna, Kiss Erika, Kokas Piroska, Kovács András Bátor, Magyar Viktória, Makranczi Zalán (Holly Horse), Nádasi Veronika, Orbán Gábor, Potocsny Andor, Sági Tímea, Sörös Miklós, Szabó Andor, Szentirmai Zsolt, Szrna Krisztián, Téglás Judit
- További énekhangok: Andrádi Zsanett, Nádorfi Krisztina, Pál Dániel Máté, Szabó Máté

A szinkront a Minimax megbízásából a Direct Dub Studios készítette.

## Évados áttekintés
| Évad | Évad                   | Epizódok               | Eredeti sugárzás    | Eredeti sugárzás    | Magyar sugárzás    | Magyar sugárzás    |
| Évad | Évad                   | Epizódok               | Évadpremier         | Évadfinálé          | Évadpremier        | Évadfinálé         |
| ---- | ---------------------- | ---------------------- | ------------------- | ------------------- | ------------------ | ------------------ |
|      | 1                      | 6                      | 2020. szeptember 7. | 2020. szeptember 7. | 2022. december 26. | 2022. december 31. |
|      | Halloweeni különkiadás | Halloweeni különkiadás | 2020. október 21.   | 2020. október 21.   | 2023. január 1.    | 2023. január 1.    |
|      | 2                      | 6                      | 2020. december 11.  | 2020. december 11.  | 2023. január 2.    | 2023. január 7.    |
|      | 3                      | 7                      | 2021. május 27.     | 2021. május 27.     | 2023. január 21.   | 2023. január 27.   |
|      | 4                      | 6                      | 2021. augusztus 6.  | 2021. augusztus 6.  | 2023. január 28.   | 2023. február 2.   |
|      | 5                      | 6                      | 2021. november 11.  | 2021. november 11.  | 2023. február 3.   | 2023. február 8.   |
|      | Karácsonyi különkiadás | Karácsonyi különkiadás | 2021. november 26.  | 2021. november 26.  | 2023. február 9.   | 2023. február 9.   |
|      | 6                      | 6                      | 2022. január 13.    | 2022. január 13.    | 2023. február 10.  | 2023. február 25.  |
|      | 7                      | 6                      | 2022. április 4.    | 2022. április 4.    | 2023. február 26.  | 2023. március 3.   |
|      | 8                      | 7                      | 2022. június 30.    | 2022. június 30.    | 2023. március 4.   | 2023. március 10.  |

## Epizódok

### 1. évad
| #  | #  | Eredeti cím                  | Magyar cím                         | Rendezte                            | Írta                                   | Eredeti premier     | Magyar premier     |
| -- | -- | ---------------------------- | ---------------------------------- | ----------------------------------- | -------------------------------------- | ------------------- | ------------------ |
| 1. | 1. | The Bear Necessities         | Medvétlenül                        | Erik Kling                          | Dana Starfield                         | 2020. szeptember 7. | 2022. december 26. |
| 2. | 2. | Melman at the Movies         | Melman a moziban                   | Naz Ghodrati-Azadi                  | Roxy Simons                            | 2020. szeptember 7. | 2022. december 27. |
| 3. | 3. | Everybody Loves a (Sea) Lion | Mindenki szereti az oroszlán fókát | Erik Kling                          | Laura Zak                              | 2020. szeptember 7. | 2022. december 28. |
| 4. | 4. | Hippo Lake                   | Glória tava                        | Naz Ghodrati-Azadi és Robert Briggs | Roxy Simons                            | 2020. szeptember 7. | 2022. december 29. |
| 5. | 5. | Best Fans Forever            | Legjobb barátnap                   | Erik Kling                          | Benjamin Lapides                       | 2020. szeptember 7. | 2022. december 30. |
| 6. | 6. | Gloriasaurus                 | Glóriaszaurusz                     | Craig George                        | Adam Wilson és Melanie Wilson LaBracio | 2020. szeptember 7. | 2022. december 31. |

### Halloweeni különkiadás
| #  | Eredeti cím             | Magyar cím               | Rendezte   | Írta        | Eredeti premier   | Magyar premier  |
| -- | ----------------------- | ------------------------ | ---------- | ----------- | ----------------- | --------------- |
| 1. | A Fang-Tastic Halloween | Vámpírisztikus Halloween | Erik Kling | Roxy Simons | 2020. október 21. | 2023. január 1. |

### 2. évad
| #   | #  | Eredeti cím           | Magyar cím        | Rendezte      | Írta                          | Eredeti premier    | Magyar premier  |
| --- | -- | --------------------- | ----------------- | ------------- | ----------------------------- | ------------------ | --------------- |
| 7.  | 1. | A Tale Of Two Kitties | Szerepcsere       | Robert Briggs | Drew Champion és Jacob Moffat | 2020. december 11. | 2023. január 2. |
| 8.  | 2. | Fire Marshall Melman  | Tűzoltó Melman    | Robert Briggs | Laura Zak                     | 2020. december 11. | 2023. január 3. |
| 9.  | 3. | Fancy Fifths          | Luxilux           | Craig George  | Lindsay Kerns                 | 2020. december 11. | 2023. január 4. |
| 10. | 4. | Hedgehog Sitters Club | Süni Szitter Klub | Craig George  | Kristy Grant                  | 2020. december 11. | 2023. január 5. |
| 11. | 5. | CupKate               | SütiKate          | Erik Kling    | Roxy Simons                   | 2020. december 11. | 2023. január 6. |
| 12. | 6. | Pest Side Story       | Patkányrock       | Craig George  | Dave Polsky                   | 2020. december 11. | 2023. január 7. |

### 3. évad
| #   | #  | Eredeti cím                | Magyar cím          | Rendezte                            | Írta                            | Eredeti premier | Magyar premier   |
| --- | -- | -------------------------- | ------------------- | ----------------------------------- | ------------------------------- | --------------- | ---------------- |
| 13. | 1. | Alex and the Behemoth      | Alex és Behemót     | Naz Ghodrati-Azadi és Robert Briggs | Sam Bissonnette                 | 2021. május 27. | 2023. január 21. |
| 14. | 2. | I Love Lucia               | Szeretjük Luciát!   | Craig George                        | Laura Zak                       | 2021. május 27. | 2023. január 22. |
| 15. | 3. | Happy Snooze Year          | Boldog szundi évet! | Craig George                        | Roxy Simons                     | 2021. május 27. | 2023. január 23. |
| 16. | 4. | A Tadpole Tale             | Ebihal sztori       | Robert Briggs és Naz Ghodrati-Azadi | Maria Escobedo                  | 2021. május 27. | 2023. január 24. |
| 17. | 5. | Groundhog Day              | Mormota nap         | Craig George                        | Laura Zak                       | 2021. május 27. | 2023. január 25. |
| 18. | 6. | Whatever Floats Your Float | Ahogy neked tetszik | Robert Briggs és Naz Ghodrati-Azadi | Laura Zak                       | 2021. május 27. | 2023. január 26. |
| 19. | 7. | A Roar Is Born             | Morgás születik     | Erik Kling                          | Dana Starfield és Johanna Stein | 2021. május 27. | 2023. január 27. |

### 4. évad
| #   | #  | Eredeti cím          | Magyar cím          | Rendezte                     | Írta                | Eredeti premier    | Magyar premier   |
| --- | -- | -------------------- | ------------------- | ---------------------------- | ------------------- | ------------------ | ---------------- |
| 20. | 1. | The First Lost Tooth | Az első kiesett fog | Erik Kling                   | Roxy Simons         | 2021. augusztus 6. | 2023. január 28. |
| 21. | 2. | The Lone Park Ranger | A magányos parkőr   | Erik Kling                   | Roxy Simons         | 2021. augusztus 6. | 2023. január 29  |
| 22. | 3. | Year Of The Lion     | Az oroszlán éve     | Robert Briggs és Mike Kunkel | Stacey Evans Morgan | 2021. augusztus 6. | 2023. január 30  |
| 23. | 4. | A Froglet Tale       | Porongy a városban  | Robert Briggs                | Lindsay Kerns       | 2021. augusztus 6. | 2023. január 31  |
| 24. | 5. | Snow Day             | Hó szünet           | Craig George                 | Laura Zak           | 2021. augusztus 6. | 2023. február 1. |
| 25. | 6. | Hermit Fab           | Remete sztár        | Craig George                 | Laura Zak           | 2021. augusztus 6. | 2023. február 2. |

### 5. évad
| #   | #  | Eredeti cím                      | Magyar cím                     | Rendezte     | Írta            | Eredeti premier    | Magyar premier   |
| --- | -- | -------------------------------- | ------------------------------ | ------------ | --------------- | ------------------ | ---------------- |
| 26. | 1. | A Frog Tale                      | Békasztori                     | Erik Kling   | Roxy Simons     | 2021. november 11. | 2023. február 3. |
| 27. | 2. | A Little Too Wild                | A vadonban                     | Erik Kling   | Laura Zak       | 2021. november 11. | 2023. február 4. |
| 28. | 3. | Journey to the Secret Playground | A titkos játszótér felfedezése | Erik Kling   | Roxy Simons     | 2021. november 11. | 2023. február 5. |
| 29. | 4. | The Losing Game                  | Vesztes meccs                  | Mike Kunkel  | Roxy Simons     | 2021. november 11. | 2023. február 6. |
| 30. | 5. | Pizza Pigeon                     | Pizza galamb                   | Craig George | Lindsay Kerns   | 2021. november 11. | 2023. február 7. |
| 31. | 6. | Library Lockout                  | Pánik a könyvtárban            | Craig George | Sam Bissonnette | 2021. november 11. | 2023. február 8. |

### Karácsonyi különkiadás
| #  | Eredeti cím         | Magyar cím          | Rendezte          | Írta      | Eredeti premier    | Magyar premier   |
| -- | ------------------- | ------------------- | ----------------- | --------- | ------------------ | ---------------- |
| 1. | Holiday Goose Chase | Ünnepi libakergetés | Chad Van De Keere | Laura Zak | 2021. november 26. | 2023. február 9. |

### 6. évad
| #   | #  | Eredeti cím          | Magyar cím            | Rendezte                          | Írta           | Eredeti premier  | Magyar premier    |
| --- | -- | -------------------- | --------------------- | --------------------------------- | -------------- | ---------------- | ----------------- |
| 32. | 1. | Lost and Pound       | Talált kutyus         | Craig George éd Chad Van De Keene | Dave Polsky    | 2022. január 13. | 2023. február 10. |
| 33. | 2. | Strictly Salsa       | Kötelező táncok       | Mike Kunkel                       | Laura Zak      | 2022. január 13. | 2023. február 11. |
| 34. | 3. | King of the Humble   | Alázatos király       | Mike Kunkel                       | Roxy Simons    | 2022. január 13. | 2023. február 12. |
| 35. | 4. | Ambulance Ambush     | Mentőautó küldetés    | Erik Kling                        | Roxy Simons    | 2022. január 13. | 2023. február 23. |
| 36. | 5. | Gloria's Got 'Em All | Gyűjtsd össze mindet! | Craig George és Chad Van De Keene | Sam Bissonette | 2022. január 13. | 2023. február 24. |
| 37. | 6. | What About Bill      | Na és Bill?           | Craig George és Chad Van De Keene | Lindsay Kerns  | 2022. január 13. | 2023. február 25. |

### 7. évad
| #   | #  | Eredeti cím                | Magyar cím               | Rendezte     | Írta           | Eredeti premier  | Magyar premier    |
| --- | -- | -------------------------- | ------------------------ | ------------ | -------------- | ---------------- | ----------------- |
| 38. | 1. | The Pigeon and The Egg     | A galamb és a tojás      | Mike Kunkel  | Laura Zak      | 2022. április 4. | 2023. február 26. |
| 39. | 2. | Race to the Rangers        | Kadét verseny            | Erik Kling   | Roxy Simmons   | 2022. április 4. | 2023. február 27. |
| 40. | 3. | Fine Art Flop              | Festő feszkó             | Mike Kunkel  | Sam Bissonette | 2022. április 4. | 2023. február 28. |
| 41. | 4. | The Daily Glo              | Napi Glo                 | Mike Kunkel  | Roxy Simmons   | 2022. április 4. | 2023. március 1.  |
| 42. | 5. | The Secret of the Dumpling | A titkos összetevő       | Craig George | Laura Zak      | 2022. április 4. | 2023. március 2.  |
| 43. | 6. | A Lil Baa Country          | Mellman, a country sztár | Erik Kling   | Sam Bissonette | 2022. április 4. | 2023. március 3.  |

### 8. évad
| #   | #  | Eredeti cím          | Magyar cím           | Rendezte        | Írta         | Eredeti premier  | Magyar premier    |
| --- | -- | -------------------- | -------------------- | --------------- | ------------ | ---------------- | ----------------- |
| 44. | 1. | Rats                 | Patkányok            | Mike Kunkel     | Roxy Simmons | 2022. június 30. | 2023. március 4.  |
| 45. | 2. | Ant'Ney's Got Talent | Ant'ney a tehetség   | Erik Kling      | Laura Zak    | 2022. június 30. | 2023. március 5.  |
| 46. | 3. | Beached              | A parton             | Erik Kling      | Dave Polsky  | 2022. június 30. | 2023. március 6.  |
| 47. | 4. | Odd Frog Out         | A kívülálló          | Sam Bissonnette |              | 2022. június 30. | 2023. március 7.  |
| 48. | 5. | A Bronx (Zoo) Tale   | Bronxi állatmese     | Sam Bissonnette | Craig George | 2022. június 30. | 2023. március 8.  |
| 49. | 6. | Marty's Big Break    | Marty nagy pillanata | Roxy Simmons    | Craig George | 2022. június 30. | 2023. március 9.  |
| 50. | 7. | The Final Furtier    | A végső határ        | T.J Sullivan    | Laura Zak    | 2022. június 30. | 2023. március 10. |